# 叶尔羌街道
叶尔羌街道是中华人民共和国新疆维吾尔自治区喀什地区莎车县下辖的一个街道办事处。
2014年11月14日，新疆维吾尔自治区人民政府批复同意将托木吾斯塘乡管辖的部分区域划入，设立叶尔羌街道办事处，街道办事处驻莎车县浦莎大道4号（城南新区信息图文中心十楼）。

## 行政区划
叶尔羌街道下辖以下村级行政区划单位：
向阳社区、加依铁热克社区、育才社区、迎宾路社区、阿热木巴格社区、巴格霍依拉社区、沪新路社区。